# Kościół św. Pawła Rozbitka w Marsalforn (Żebbuġ)
Kościół św. Pawła Rozbitka (malt. Il-knisja ta’ San Pawl Nawfraġu, ang. Church of Saint Paul’s Shipwreck) – rzymskokatolicki kościół w Marsalforn, w granicach Żebbuġ na wyspie Gozo, Malta. Kościół stoi na klifie po prawej stronie zatoki Marsalforn.

## Historia
Tradycja mówi, że kaplica, wraz z przylegającym doń cmentarzem, stała w tym miejscu od niepamiętnych czasów. Tradycja, a za nią kanonik de Soldanis podają, że kaplica została postawiona na pamiątkę wizyty św. Pawła na Gozo, już po rozbiciu się jego statku na Malcie.
Pietro Dusina nie wzmiankuje tej kaplicy w swoim raporcie z 1575, co więcej, nie zanotowuje na całej wyspie żadnego kościoła (kaplicy) p.w. św. Pawła. Agius de Soldanis podaje, że kaplica została odbudowana na początku XVII wieku przez gubernatora Gozo, Cheltresa, według innych historyków – w 1641 przez gubernatora Scipiona Graiellesa Chalettesa. Pierwszą w pełni potwierdzoną datą jest rok 1649, kiedy to Zakon Maltański nabywa prawo do nominowania w tym kościele swojego rektora, więc kościół musiał już być w tym roku zbudowany.
W 1663 biskup Juan Caramasa zarządził odbudowanie kościoła od fundamentów. Koszty miały zostać pokryte wspólnie z dochodów własnych oraz kaplicy Wniebowzięcia „Għajn Meddew” w Xagħrze.

W 1715 wielki mistrz zakonu św. Jana Ramon Perellos zbudował wokół kaplicy rodzaj małego fortu, otaczając go fosą z mostem zwodzonym. Powodem tego były częste wówczas ataki piratów berberyjskich na wyspę. Sam kościół był kilkakrotnie ich celem. Bardzo szybko, bo w 1730 wynikła potrzeba zebrania pieniędzy na wykonanie napraw w kaplicy. Tym razem uczynił to ks. Mattew Spiteri, proboszcz z Xagħry. Obraz tytularny w tym kościele był najprawdopodobniej dziełem Marii de Dominici.
Ale już około 150 lat później kaplica była w tak złym stanie, że biskup Pietro Pace po swej wizycie w 1878 nakazał jej odbudowanie w nowym miejscu oraz powiększenie. Działkę pod nowy kościół przekazał rząd, architektem świątyni był Antonio Giardina, zaś budowniczym Ġuże Vella z Żebbuġ. Poświęcenie ukończonego kościoła przez biskupa Pace, oraz nadanie mu wezwania św. Pawła Rozbitka nastąpiło w sierpniu 1879. Wcześniej wzmiankowany stary obraz tytularny pędzla Marii de Dominici biskup przekazał Muzeum Londyńskiemu. Powtórnie kościół poświęcił biskup Mikiel Gonzi 12 września 1939.   
Kościół służy lokalnej społeczności w Marsalforn.
Mówi się, chociaż nie jest to niczym potwierdzone, że niegdyś wisiał nad głównym ołtarzem inny obraz, podarowany kościołowi przez jednego z wielkich mistrzów zakonu św. Jana, a przedstawiający nawrócenie św. Pawła. Stąd wierni kościoła w Marsalforn obchodzą święto patronalne 21 stycznia (nawrócenie św. Pawła), nie zaś 10 lutego (rozbicie statku św. Pawła).

## Architektura

### Wygląd zewnętrzny

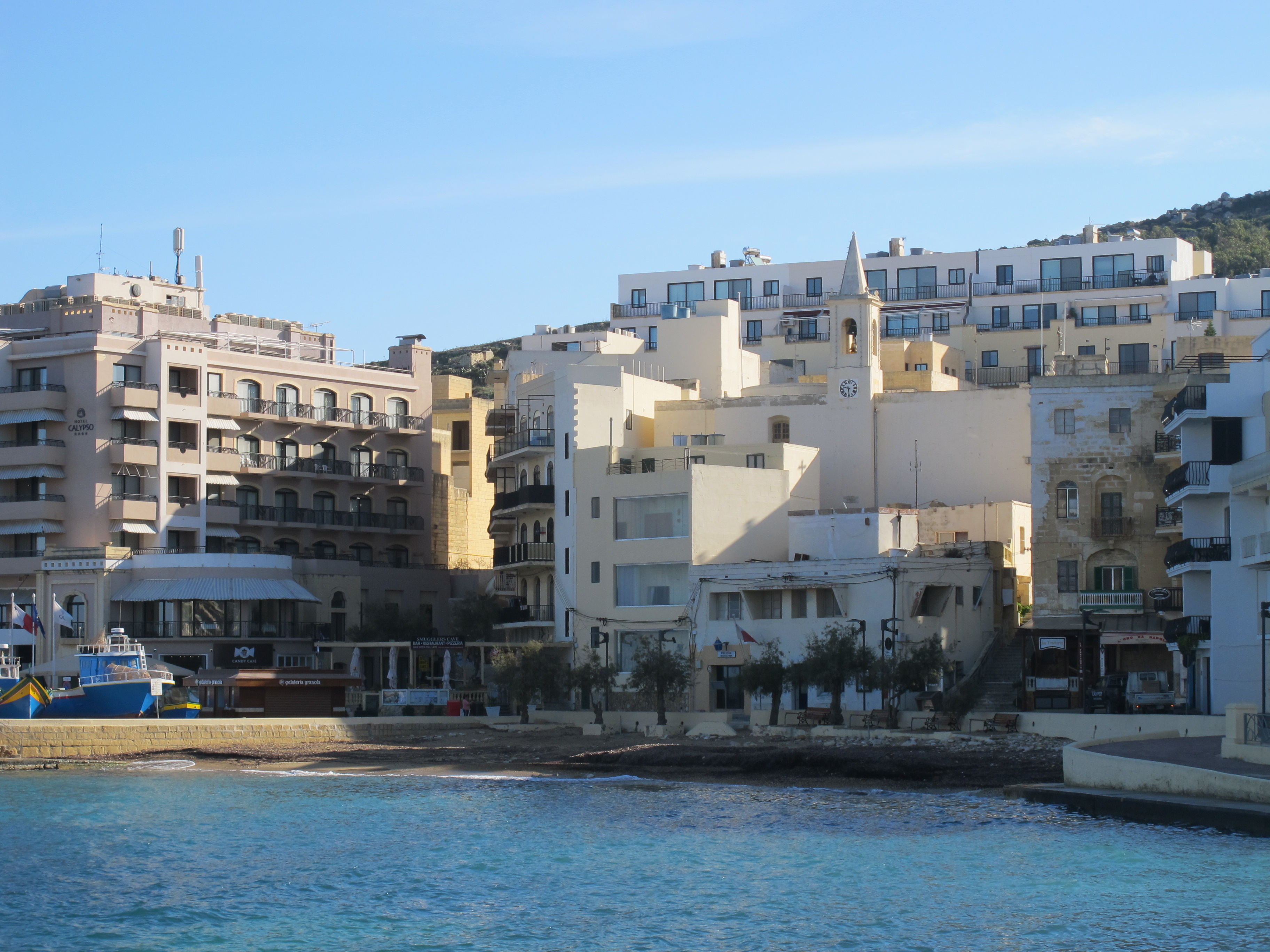
Budynek kościoła znika wśród współczesnej zabudowy; od strony zatoki widoczna jest jedynie boczna elewacja z dzwonnicą

Fasada kościoła jest bardzo elegancka. Znajdują się na niej po dwa pilastry z każdej strony, podtrzymujące belkowanie, z trójkątnym frontonem na całą szerokość fasady. Na frontonie umieszczone są z każdej strony dwa ozdobne elementy w kształcie dwóch kul, leżących jedna na drugiej, spoczywających na małym piedestale. Na szczycie znajduje się drewniany krzyż.

Główne wejście, umieszczone centralnie na fasadzie, otacza profilowane kamienne obramowanie. Zwieńczone jest trójkątnym frontonem wpartym na dwóch konsolach. Ponad nim prostokątne okno łukowato zakończone, w kamiennej ramie podobnej do tej wokół drzwi. Do wejścia prowadzi szereg schodów.

Z tyłu budynku, wbudowana w jego bryłę, wznosi się kwadratowa o obrysie dzwonnica zwieńczona stromą iglicą. Na wieży zamontowany jest zegar oraz dwa dzwony.
Na fasadzie umieszczone są dwie marmurowe płyty upamiętniające nadanie kościołowi wezwania oraz poświęcenie świątyni. 

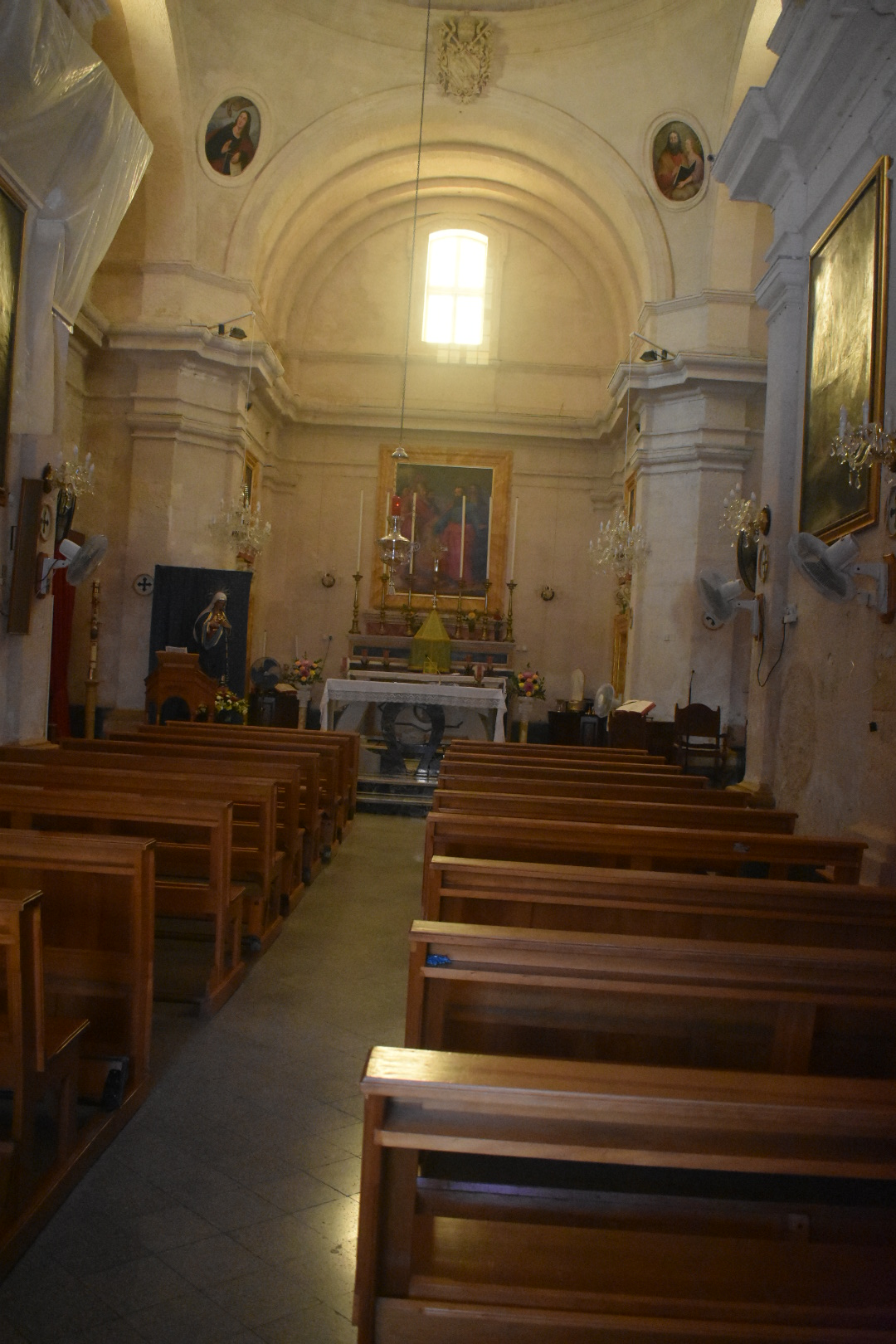
Wnętrze kościoła

### Wnętrze
Wnętrze świątyni jest średniej wielkości. Marmurowy ołtarz główny jest dziełem Carmena Micallefa z 1938. Ponad nim obraz tytularny Święty Paweł na Malcie pędzla Giuseppe Bonniciego. W kościele są dwa ołtarze boczne: marmurowy z 1963 Matki Boskiej Bolesnej z obrazem pędzla Nazju Cortisa z 1875, oraz Najświętszego Serca Jezusa, z pracą z 1879 autorstwa rzymskiej zakonnicy. Ołtarze te, po powiększeniu transeptów w późnych latach 70. XX wieku w celu zwiększenia powierzchni kościoła, przeniesione zostały pod ściany w nawie kościoła.

Inne prace znajdujące się w świątyni to: czterech Ewangelistów, Św. Andrzej, Św. Franciszek Ksawery, wszystkie z 1879 pędzla kapucyńskiego zakonnika ĠioBatty; a także dwa duże obrazy ukazujące nawrócenie św. Pawła oraz męczeństwo tegoż świętego. Jest również statua patrona kościoła z 1925, a także św. Józefa z 1959, obie prace Wistina Camilleri, a także statuy Matki Bożej oraz Niepokalanego Serca Maryi.

Mozaikowa podłoga w kościele położona została w 1933.       

## Ochrona dziedzictwa kulturowego
Od 27 sierpnia 2012 budynek świątyni umieszczony jest na liście National Inventory of the Cultural Property of the Maltese Islands pod nr. 01023.